# 戴爱国
戴爱国是一位美国的华裔的科學家，專業領域為气候学。

## 生平
出生於1964年，1985年毕业于南京大学学士学位，1988年拿到中国科学院大气物理研究所硕士学位，1996年拿到哥伦比亚大学博士学位。1997年至1998年在美国国家大气研究中心从事博士后研究工作，並在1999年起在该处担任科学家。 2012年起担任纽约州立大学奥尔巴尼分校大气和环境科学系副教授，2016年任教授。曾担任Journal of Climate期刊编辑。